# 5 décembre 2017
Le mardi 5 décembre 2017 est le 339e jour de l'année 2017.

## Décès
Par ordre alphabétique.
- Johnny Hallyday, chanteur, compositeur et acteur français ;
- Jean d'Ormesson, écrivain, journaliste et philosophe français ;
- Michel Ier, ancien roi de Roumanie.
- August Ames, actrice pornographique canadienne.

## Événements
- Le premier ministre libanais Saad Hariri revient sur sa démission[1] ;
- Première opération chirurgicale en réalité augmentée au monde, réalisée dans l'Hôpital Avicenne, à Bobigny (Seine-Saint-Denis, France)[2] ;
- Le CIO suspend la participation de la Russie aux Jeux olympiques d'hiver de 2018.